# Matriz extracelular

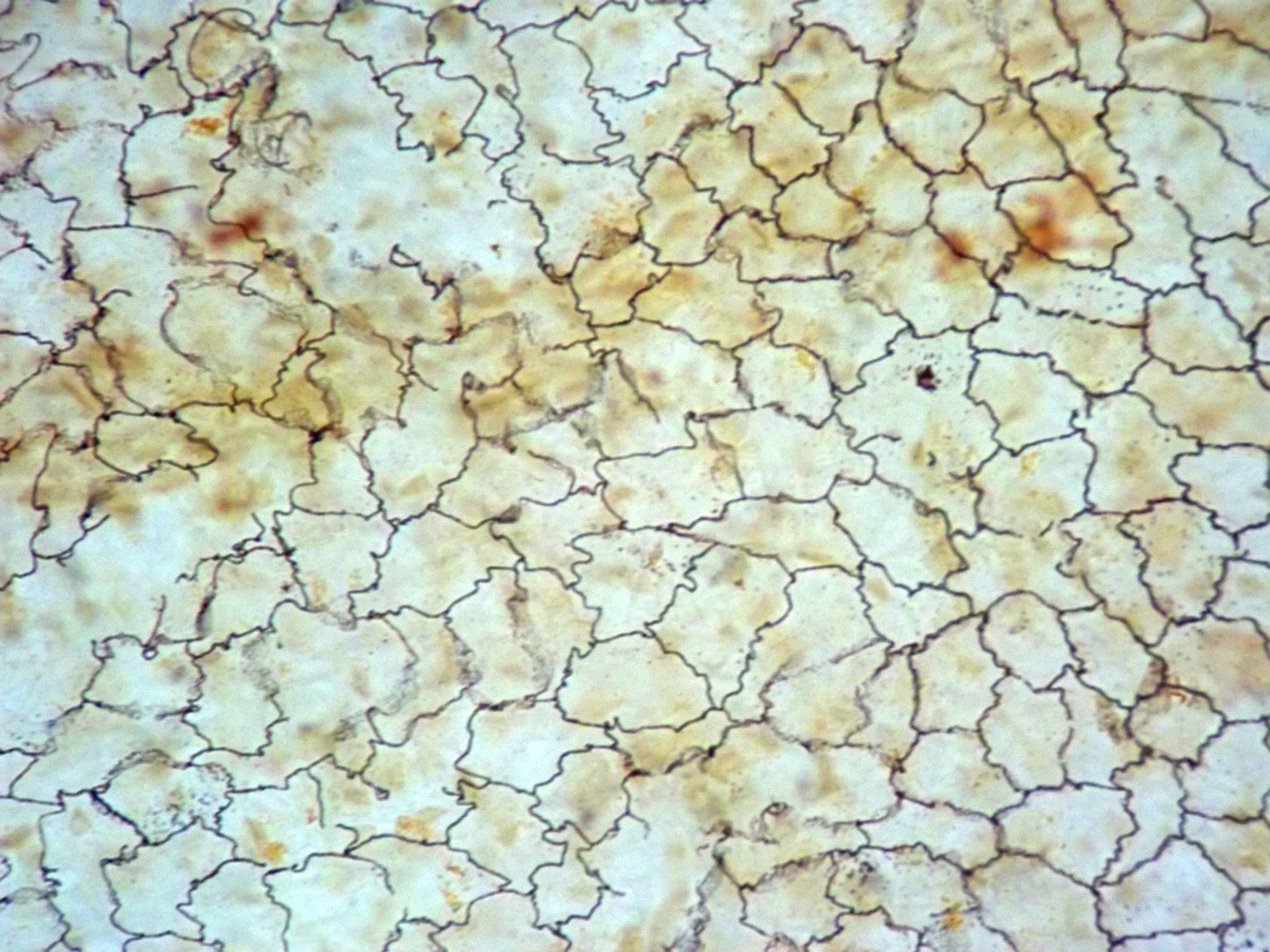
Matriz extracelular en un corte de peritoneo.

En biología celular, la matriz extracelular
(ECM por sus siglas en inglés) es el conjunto de materiales extracelulares que forman parte de un tejido. La matriz es un medio de integración fisiológico, de naturaleza bioquímica compleja, en el que están "inmersas" las células. Así, la ECM es la sustancia del medio intersticial (intercelular). 
La matriz extracelular (MEC) es una red tridimensional que consta de macromoléculas extracelulares, como colágeno, enzimas, glicoproteínas  y minerales como  hidroxiapatita que brindan soporte estructural y bioquímico a las células circundantes, y que interactúan con ellas, modulando sus fenotipos y funciones.
Debido a que la multicelularidad evolucionó de forma independiente en diferentes linajes multicelulares, la composición de la MEC varía entre estructuras multicelulares; sin embargo, la adhesión celular, la comunicación y la diferenciación celular son funciones comunes de la MEC.
La MEC es un componente vital importante. Los organismos pluricelulares se distinguen por su capacidad de interconectar sus células mediante una morfogénesis compleja que implica asociaciones celulares cooperativas para formar tejidos. Ahí es donde es importante y distintiva la MEC como componente cohesivo y medio logístico de integración de las diferentes unidades funcionales celulares.
La matriz extracelular animal incluye la matriz intersticial y la membrana basal. La matriz intersticial está presente entre varias células animales (es decir, en los espacios intercelulares). Los geles de polisacáridos y proteínas fibrosas llenan el espacio intersticial y actúan como un amortiguador de compresión contra la tensión ejercida sobre la MEC. Las membranas basales son deposiciones de MEC en forma de láminas sobre las que descansan varias células epiteliales. Cada tipo de tejido conectivo en animales tiene un tipo de MEC: las fibras de colágeno y el mineral óseo comprenden la MEC del tejido óseo; las fibras reticulares y la sustancia fundamental comprenden el MEC del tejido conectivo laxo.
La matriz extracelular de las plantas incluye componentes de la pared celular, como la celulosa, además de moléculas de señalización más complejas. Algunos organismos unicelulares forman biopelículas multicelulares en las que las células están incrustadas en una matriz extracelular compuesta principalmente por sustancias poliméricas extracelulares.

## Historia
A finales del siglo XIX mediante la microscopía óptica, métodos químicos y físicos, fue posible identificar las fibras de colágeno y las fibras de elastina en el compartimento intercelular, y la definición para designar el espacio subcelular pasó a ser la de «matriz extracelular».
En la era anterior al descubrimiento de las integrinas, la matriz extracelular (ECM) se consideraba únicamente un soporte estructural.
A mediados de la década de 1970, la atención de los investigadores se centró en la adhesión celular, la morfología del citoesqueleto y la migración celular.
En la década de 1980 se identificaron los receptores de la ECM, los científicos afirmaban que estas grandes proteínas insolubles tenían algo que ver con los detalles de ajuste fino de la biología de la célula, para la homeostasis y la patología tisular.
En 1985 se había clonado y secuenciado la primera proteína transmembrana con características de estructura nuevas, la llamaron integrina; un complejo de proteína de membrana integral, que unía la matriz extracelular con el citoesqueleto.
En esos primeros estudios, los colágenos fibrilares (las proteínas ECM más abundantes en vertebrados), fueron casi ignoradas como ligandos de las integrinas.
La predicción de que la ECM estaría en un extremo de una relación dinámica y recíproca, y que el núcleo celular (donde se modifica la expresión genética), está en el otro extremo, ha resultado ser correcta.

## Fisiología
Las proteínas y las estructuras de la matriz extracelular (ECM) desempeñan acciones  fundamentales en los procesos celulares: la determinación celular, la diferenciación, la proliferación, la supervivencia, la polaridad y la migración de las células. Las señales generadas desde la ECM son tan importantes en esos procesos como las señales solubles (señalización paracrina, factores de crecimiento, citocinas).
 La matriz extracelular está en un extremo de una relación recíproca dinámica y, el núcleo celular (donde se modifica la expresión genética), está en el otro extremo.
 La matriz tridimensional envía señales desde los receptores, a través de la matriz intracelular del citoesqueleto a las estructuras nucleares y de cromatina, lo que da lugar a la expresión génica; la MEC, a su vez, es regulada y remodelada por señales provenientes del núcleo.
La ECM se renueva y remodela constantemente mediante la acción coordinada entre las células productoras de ECM, las enzimas degradantes y sus inhibidores específicos. Durante este proceso, se liberan varios factores de crecimiento en la ECM y, a su vez, modulan la deposición de nueva ECM.
Las células reconocen, ensamblan y remodelan la ECM durante los eventos de reorganización de los tejidos. La fibronectina (FN) y los colágenos fibrilares (COFib) son proteínas importantes en la ECM de las matrices intersticiales.
La fibronectina y las integrinas, desempeñan papeles muy importantes en el control de la proliferación y supervivencia celular. 
Las integrinas como receptores de la superficie celular, integran información del microambiente extracelular en la mayoría de las vías de señalización intracelular.

## Función
Debido a su naturaleza y composición tan diversa, la matriz extracelular puede desempeñar muchas funciones, como proporcionar soporte y puntos de fijación a las células, separar tejidos, y regular la comunicación intercelular. La matriz extracelular regula el comportamiento dinámico de la célula. Además, retiene una amplia gama de factores de crecimiento y actúa como un depósito local de estos. Los cambios en las condiciones fisiológicas pueden desencadenar la actividad de proteasas, que causan la liberación local de dichos depósitos. Esto permite la activación rápida y local de funciones celulares mediada por los factores de crecimiento, sin necesidad de sintetizarlos de novo.
La formación de la matriz extracelular es esencial en procesos como el crecimiento, curación de heridas y fibrosis. La comprensión de la estructura de la matriz extracelular también nos ayuda a entender la compleja dinámica del proceso de invasión de los tumores y la metástasis en la biología del cáncer, ya que las metástasis a menudo implican la destrucción de la matriz extracelular por enzimas como las serina y treonina proteasas y metaloproteinasas de la matriz.
Las principales funciones de la matriz extracelular podemos resumirlas así:
1. Llenar los intersticios y espacios entre las células en los tejidos.
2. Darle a los tejidos resistencia mecánica (a la compresión y estiramiento, por ejemplo).
3. Constituir el medio homeostático, nutritivo y metabólico de las células.
4. Proporcionar fijación para el anclaje celular.
5. Facilitar el movimiento y migración celular, principalmente en la organogénesis.
6. Intervenir en la comunicación celular. Es el medio por el cual se transportan diferentes señales entre las células.
7. Ser un reservorio de diferentes hormonas y otros metabolitos.

## Formación y desarrollo

Diagram de los condroblastos en el cartílago

Hay muchos tipos de células que contribuyen al desarrollo de los diversos tipos de matriz extracelular que se encuentran en la plétora de tipos de tejidos. Los componentes locales de la matriz determinan las propiedades del tejido conectivo.
Los fibroblastos son el tipo de célula más común en la ECM del tejido conectivo, en la que sintetizan, mantienen y proporcionan un marco estructural; los fibroblastos secretan los componentes precursores de la ECM, incluida la sustancia fundamental. Los condroblastos se encuentran en el cartílago y producen la matriz cartilaginosa. Los osteoblastos son responsables de la formación de la matriz ósea.

## Composición y estructura

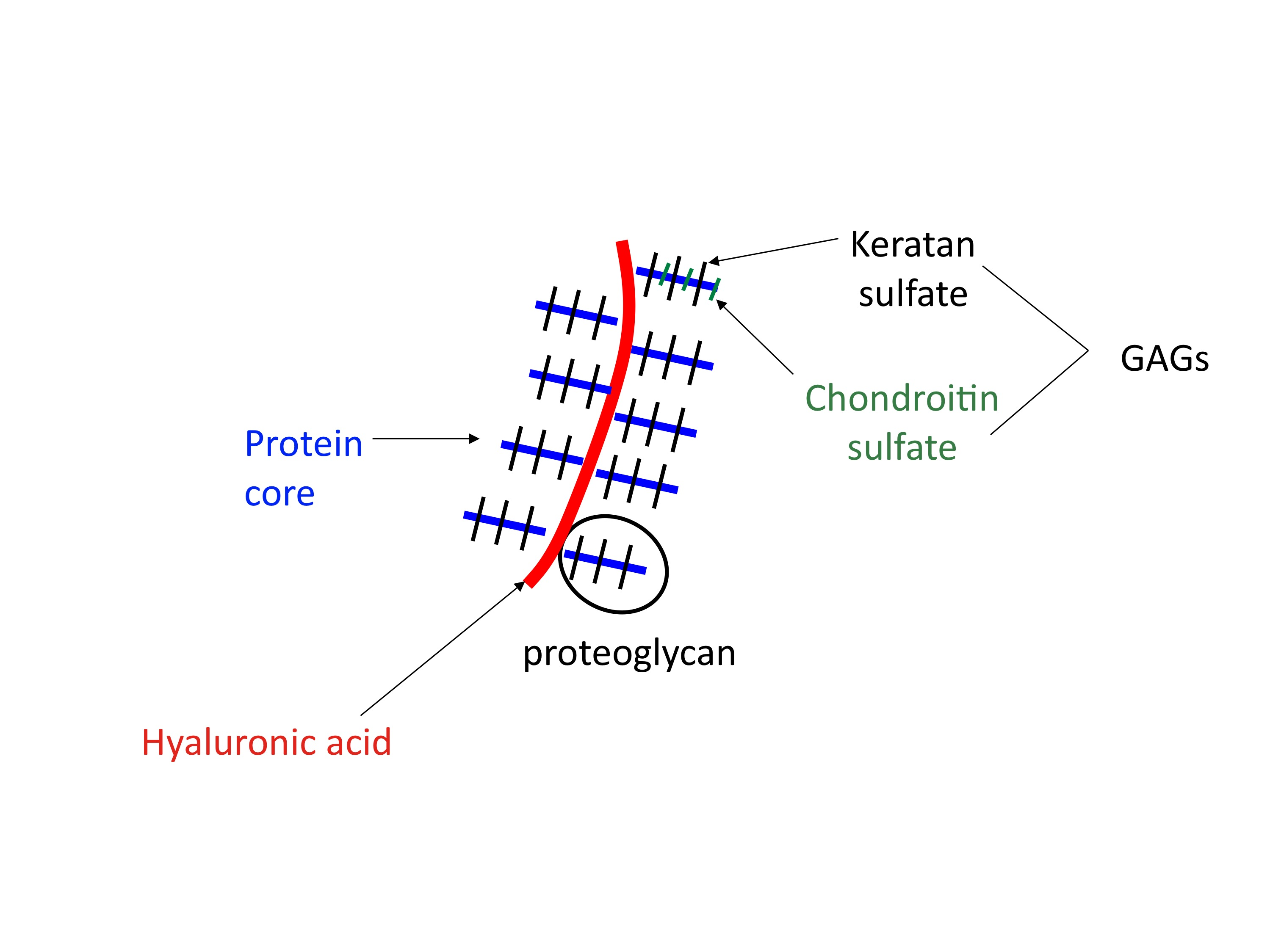
Disposición de los componentes de la matriz (glucosaminoglucanos, proteoglicanos, glucoproteínas y keratan sulfato) en la matriz de cartílago.

Los componentes químicos de la matriz extracelular son producidos dentro de las células del tejido y excretados a la matriz por exocitosis. Una vez secretados se agregan a la matriz preexistente. La matriz extracelular está compuesta por un conjunto entrelazado de diferentes tipos de proteínas y polisacáridos que forman un entramado organizado y asociado estrechamente a la superficie de las células por medio de las uniones celulares. 
A pesar de que los componentes de la matriz son muy similares en todos los tejidos animales, las diferencias en sus cantidades relativas y en su organización producen una gran variedad de matrices con propiedades características, pudiendo formar estructuras calcificadas duras como dientes, hueso o caparazones, blandas (como en las medusas), transparentes (córnea) o elásticas y resistentes, como cartílagos o tendones.

El término sustancia fundamental, actualmente en desuso, hace referencia a los componentes de la matriz que no son fibras, y que no pueden ser observados al microscopio óptico. La porción líquida de la matriz, denominada líquido intersticial, es un filtrado del plasma sanguíneo y de composición similar a este. Es una disolución acuosa que contiene aminoácidos, azúcares, ácidos grasos, coenzimas, hormonas, neurotransmisores, sales minerales, gases oxígeno y productos de desecho de las células.
Las principales macromoléculas que componen la matriz extracelular son las siguientes familias: Proteoglicanos, Ácido hialurónico, Fibras de Proteína, Glucoproteínas,

### Proteoglicanos
Los proteoglicanos están formados por una proteína central a la que se unen covalentemente los glucosaminoglucanos (GAG), que son polisacáridos de cadena larga no ramificada. Los proteoglicanos tienen una carga neta negativa que atrae cationes de Na+, y este, a su vez, atrae moléculas de agua por osmosis, lo que mantiene a la matriz y las células hidratadas. Los proteoglicanos pueden también ayudar a atrapar y almacenar factores de crecimiento en la matriz.
Los principales monómeros que forman los glucosaminoglucanos son la N-acetilglucosamina, la N-acetilgalactosamina y el ácido glucurónico. Existen varios tipos de glucosaminoglucanos, que se diferencian por los monómeros que los forman, los tipos de enlaces que unen estos monómeros, y la localización de los grupos sulfato. Tres de estos (heparán sulfato, condroitín sulfato y queratán sulfato) se unen a proteínas para formar los proteoglicanos.
Heparán sulfato
El Heparán sulfato es un polisacárido lineal que se encuentra en todos los tejidos animales. Forma proteoglicanos en los cuales dos o tres cadenas del mismo están adheridas muy cerca de la superficie de la célula o a la matriz extracelular. De esta forma, el heparán sulfato se une a una variedad de ligandos de proteínas y regula una amplia variedad de actividades biológicas, incluidos los procesos de desarrollo, la angiogénesis, la coagulación sanguínea y la metástasis tumoral.
Condroitín sulfato
Los condroitín sulfatos (o sulfatos de condroitina) contribuyen a la resistencia a la tracción del cartílago, tendones, ligamentos y paredes de la aorta. También se sabe que afectan la plasticidad neuronal.
Queratán sulfato
Los queratán sulfatos o sulfatos de queratina tienen un contenido variable de sulfato y, a diferencia de muchos otros GAG, no contienen ácido urónico. Están presentes en la córnea, el cartílago, los huesos y los cuernos de los animales.

### Ácido hialurónico
El ácido hialurónico es un glucosaminoglucano formado por residuos alternos de ácido glucurónico y N-acetilglucosamina. No se encuentra unido a proteínas ni contiene azúcares sulfatados, por lo que no es un proteoglicano. El ácido hialurónico en el espacio extracelular confiere a los tejidos la capacidad de resistir la compresión al proporcionar una fuerza de turgencia (hinchazón) debido a la absorción de cantidades significativas de agua. Se encuentra en abundancia en la matriz extracelular de las articulaciones que soportan elevada carga y es un componente importante de los fluidos articulares, en los que actúa como lubricante. A diferencia de otros glucosaminoglucanos, el ácido hialurónico es sintetizado por un complejo enzimático en la superficie celular.
El ácido hialurónico actúa como una señal ambiental que regula el comportamiento celular durante el desarrollo embrionario y organogénesis, los procesos de curación, la inflamación y el desarrollo de tumores. En estos procesos, el exceso de ácido hialurónico es eliminado mediante la enzima hialuronidasa. Interactúa con un receptor transmembrana específico, CD44.

### Fibras de Proteína

#### Colágenos
Los colágenos son las proteínas más abundante de la matriz extracelular. De hecho, el colágeno es la proteína más abundante en el cuerpo humano y representa el 90% del contenido de proteína de la matriz ósea.
 
Los colágenos están presentes en la matriz como proteínas fibrilares y dan soporte estructural a las células del tejido. La molécula de colágeno es exocitado en forma precursora (Hélice de colágeno#Procolágeno), que luego es escindido a Hélice de colágeno#Tropocolágeno para permitir el ensamblaje extracelular.
El colágeno se puede dividir en varias familias según los tipos de estructura que forman:
1. Fibrilar (tipos I,II,III,V,XI)
2. FACIT o colágenos asociados a fibrillas con hélices triples interrumpidas (tipos IX,XII,XIV)
3. Cadena corta (tipos VIII,X)
4. Membrana basal (Tipo IV)
5. Otros (tipos VI,VII, XIII)

#### Elastina
Las elastinas, a diferencia de los colágenos, dan elasticidad a los tejidos, lo que les permite estirarse cuando es necesario y luego volver a su estado original. Esto es útil en los vasos sanguíneos, los pulmones, la piel y el ligamento nucal, y estos tejidos contienen grandes cantidades de elastinas. Las elastinas son sintetizadas por fibroblastos y células del músculo liso. Las elastinas son altamente insolubles y las tropoelastinas se secretan dentro de una molécula chaperona, que libera la molécula precursora al entrar en contacto con una fibra de elastina madura. Luego, las tropoelastinas se desaminan para incorporarse a la hebra de elastina. Los trastornos como la cutis laxa y el síndrome de Williams se asocian con fibras de elastina deficientes o ausentes en la matriz extracelular.

### Glucoproteínas
- Fibronectinas. Las FN son proteínas que conectan las fibras de colágeno de la matriz extracelular con las células, facilitando el movimiento de las células y reorganizando el citoesqueleto celular. Conectan el colágeno con las proteínas integrinas de la superficie celular. También ayudan a la unión de las plaquetas en las zonas donde hay hemorragia durante la coagulación de la sangre, y facilitan el movimiento de células hacia la zona afectada durante la cicatrización.[40][23][19]
- Lamininas. Las LAMN son proteínas de la lámina basal encontradas en prácticamente todos los animales. No forman fibras sino redes resistentes a las fuerzas tensionales. Ayudan además a la adhesión celular. Se unen a otros componentes de la matriz extracelular como colágenos o entactinas.

- Integrinas. Las IGRN son proteínas

- Entactinas ENTCT

- Trombospondinas TROSPD

## Fisiología

### Rigidez y elasticidad
La matriz extracelular puede existir en diversos grados de rigidez y elasticidad, desde los blandos tejidos del cerebro hasta tejidos óseos duros. La elasticidad de la matriz puede diferir en varios órdenes de magnitud. Esta propiedad depende principalmente de las concentraciones de colágeno y elastina, y recientemente se ha demostrado que juega un papel influyente en la regulación de numerosas funciones celulares.
Las células pueden sentir las propiedades mecánicas de su entorno aplicando fuerzas y midiendo la reacción resultante. Esto juega un papel importante porque ayuda a regular muchos procesos celulares importantes, incluida la contracción celular, migración celular, proliferación celular, diferenciación y muerte celular (apoptosis).  La inhibición de la miosina II no muscular bloquea la mayoría de estos efectos, lo que indica que de hecho están vinculados a la detección de las propiedades mecánicas de la matriz, que se ha convertido en un nuevo foco de investigación durante la última década.

### Efecto sobre la expresión génica
Las diferentes propiedades mecánicas en la matriz extracelular ejercen efectos tanto en el comportamiento celular como en la expresión génica. Aunque el mecanismo por el cual esto se hace no se ha explicado a fondo, se cree que los complejos de adhesión y el citoesqueleto de actina-miosina, cuyas fuerzas contráctiles se transmiten a través de estructuras transcelulares, juegan un papel clave en las vías moleculares aún por descubrir.

### Efecto sobre la diferenciación
La elasticidad de la matriz puede dirigir la diferenciación celular, el proceso por el cual una célula cambia de un tipo celular a otro. En particular, se ha demostrado que las células madre mesenquimatosas inexpertas especifican el linaje y se comprometen con fenotipos con extrema sensibilidad a la elasticidad a nivel de tejido. Las  colocadas en matrices blandas que imitan el cerebro se diferencian en células similares a neuronas, mostrando formas, perfiles de ARNi, marcadores citoesqueléticos y niveles de factores de transcripción similares. De manera similar, las matrices más rígidas que imitan al músculo son miogénicas, y las matrices con rigidez que imitan al hueso colágeno son osteogénicas.

### Durotaxis
La rigidez y la elasticidad también guían la migración celular, este proceso se llama durotaxis. El término fue acuñado por Lo CM y sus colaboradores cuando descubrieron la tendencia de las células individuales a migrar hacia arriba en gradientes de rigidez (hacia sustratos más rígidos) y se ha estudiado ampliamente desde entonces. Se cree que los mecanismos moleculares detrás de la durotaxis existen principalmente en la adhesión focal, un gran complejo de proteínas que actúa como el sitio principal de contacto entre la célula y la MEC. Este complejo contiene muchas proteínas que son esenciales para la durotaxis, incluidas proteínas de anclaje estructural (integrinas) y proteínas de señalización (quinasa de adhesión (FAK), talina, vinculina, paxilina, α-actinina, GTPasas, etc.) que provocan cambios en la forma celular y la contractilidad de la actomiosina. Se cree que estos cambios causan reordenamientos del citoesqueleto para facilitar la migración direccional.

## Matriz extracelular en vegetales
Las células vegetales están rodeadas  por completo por una matriz compleja llamada pared celular, una estructura relativamente rígida que proporciona 
a la célula resistencia a la tracción para soportar la presión de turgencia osmótica (que puede superar las 10 atmósferas), pero que puede ser lo suficientemente flexible como para permitir el crecimiento celular cuando sea necesario; también sirve como medio para la comunicación intercelular. La pared celular comprende múltiples capas laminadas de microfibrillas de celulosa incrustadas en una matriz de glicoproteínas, que incluyen hemicelulosa, pectina y extensina. Otro componente importante es la lignina.
Los componentes de la matriz de glicoproteínas ayudan a que las paredes celulares de las células vegetales adyacentes se unan entre sí. La permeabilidad selectiva de la pared celular se rige principalmente por las pectinas en la matriz de glicoproteínas. Los plasmodesmos son poros que atraviesan las paredes celulares de las células vegetales adyacentes y comunican los citoplasmas de las células vecinas. Estos canales están estrechamente regulados y permiten selectivamente que moléculas de tamaños específicos pasen entre las células.
La rigidez de la pared celular le permite ejercer la función de esqueleto en los vegetales, ya que es capaz de sostener la estructura de toda la planta.

## Patología
En el cáncer, la matriz extracelular (ECM) posee una dinámica anormai, debido a la alteración del equilibrio entre su síntesis y secreción y su remodelación. La ECM derivada del tumor es más rígida en comparación con la ECM normal. La ECM sirve como un nicho para células madre normales y células madre cancerosas (CSC). Las CSC, son llamadas células iniciadoras de tumores. Las propiedades bioquímicas y biomecánicas de la ECM tumoral difieren de las de los tejidos normales y podrían utilizarse para el diagnóstico y el tratamiento del cáncer.